# Amara rotundicollis
Amara rotundicollis é uma espécie de insetos coleópteros pertencente à família Carabidae.
A autoridade científica da espécie é Schaufuss, tendo sido descrita no ano de 1862.
Trata-se de uma espécie presente no território português.